# Chiesa di San Nazario (Sarnico)
La chiesa di San Nazario e Rocco è un edificio di culto posto nella località Castione di Sarnico, in provincia e diocesi di Bergamo.
L'oratorio conserva affreschi risalenti all'XI secolo. L'edificio fu però più volte modificato nel secolo XVII e XVIII.

## Storia
Il piccolo edificio di culto sarebbe stato edificato già nel IX o X secolo ed è considerato il più antico del territorio che, fino al 1929 era inserito nella comunità di Villongo, e che fino al 1724 era indicato sussidiario della chiesa di Sant'Alessandro in Agros. L'oratorio si trova in prossimità dell'antica torre Zucchellis. Gli affreschi recuperati durante i lavori di restauro del XX secolo sarebbero riconducibili all'alto medioevo anche se la struttura muraria è sicuramente successiva, risalente intorno al XII secolo, con nuove modifiche importanti nel XVII secolo.
I primi documenti che lo citano risalgono al 1320, e sono pergamene dove vengono indicati i beneficiari della chiesa parrocchiale alessandrina e della chiesa posta in località Castione. La chiesa fu visitata nell'autunno del 1575 da monsignor Giovanni Andrea Pionio rappresentante di san Carlo Borromeo e nel verbale viene indicata come "Oratorium S. Nazarii, situm in contrada Castiglioni".
Nel Seicento, la chiesa fu pesantemente modificata secondo gli stili e le mode del tempo con aggiunta di decorazioni in stucco barocco. La sacrestia fu costruita solo nel XVIII secolo, così come la torre campanaria. Il restauro del 1972 ridiede luce agli antichi affreschi Trecenteschi interni all'aula.

## Descrizione

### Esterno
All'edificio di culto, che presenta il classico orientamento liturgico con abside a est, si accede da una gradinata che anticipa il sagrato posto sul lato meridionale che porta al porticato dove è posto un ingresso con contorno a tutto sesto. La parte è coperta da un tetto a un unico spiovente e ospita gli affreschi di epoche differenti. Una Madonna col Bambino del 1510, e una Madonna nera tra i santi Rocco e Sebastiano che ha preso una colorazione scura dovuta all'usura del tempo e degli eventi atmosferici. Il fronte principale ospita centralmente il portale in pietra di Sarnico dove è incisa la datazione: 1627. Del medesimo tempo è la rimozione della monofora, poi sostituita con un'apertura circolare.

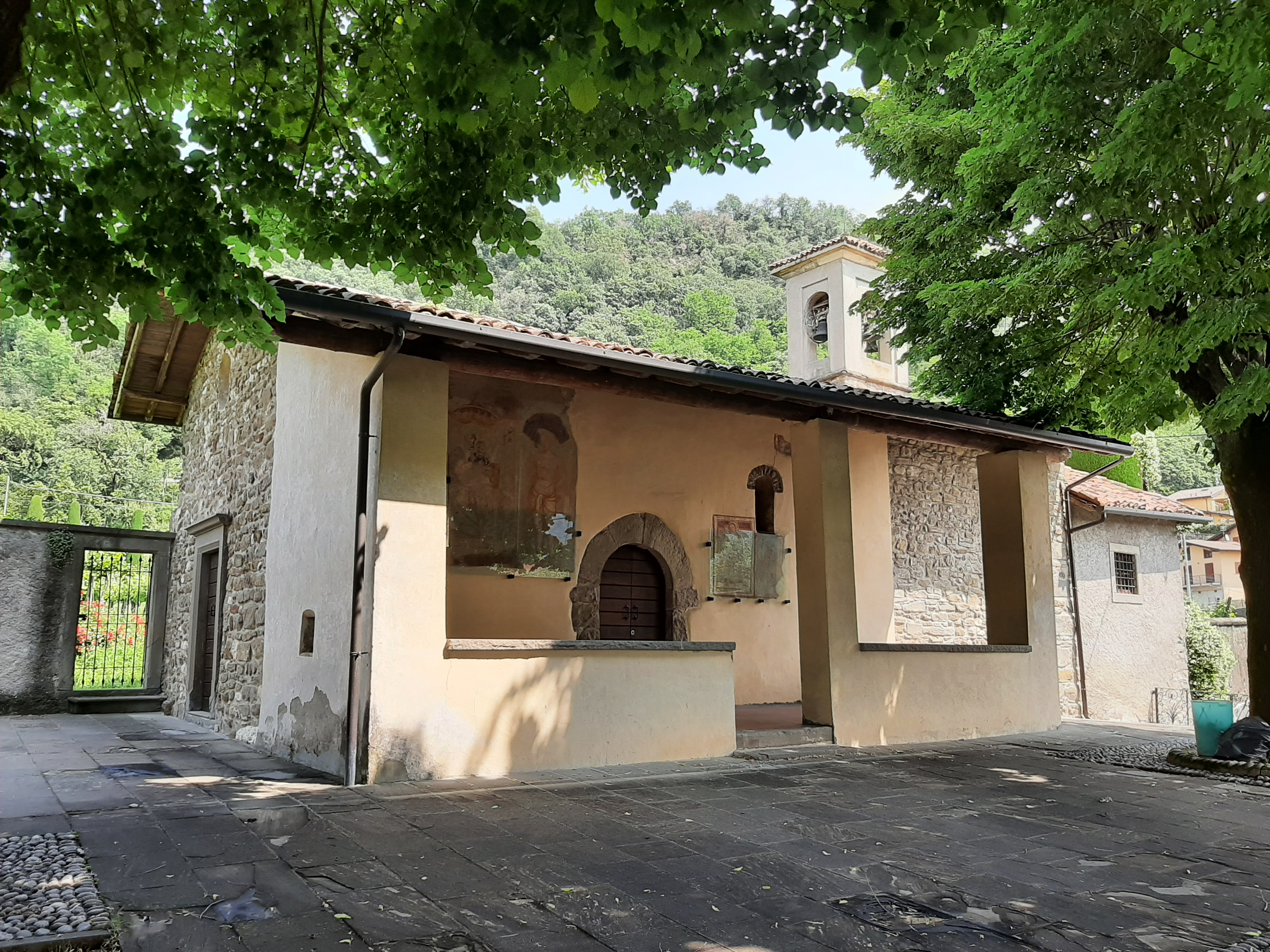
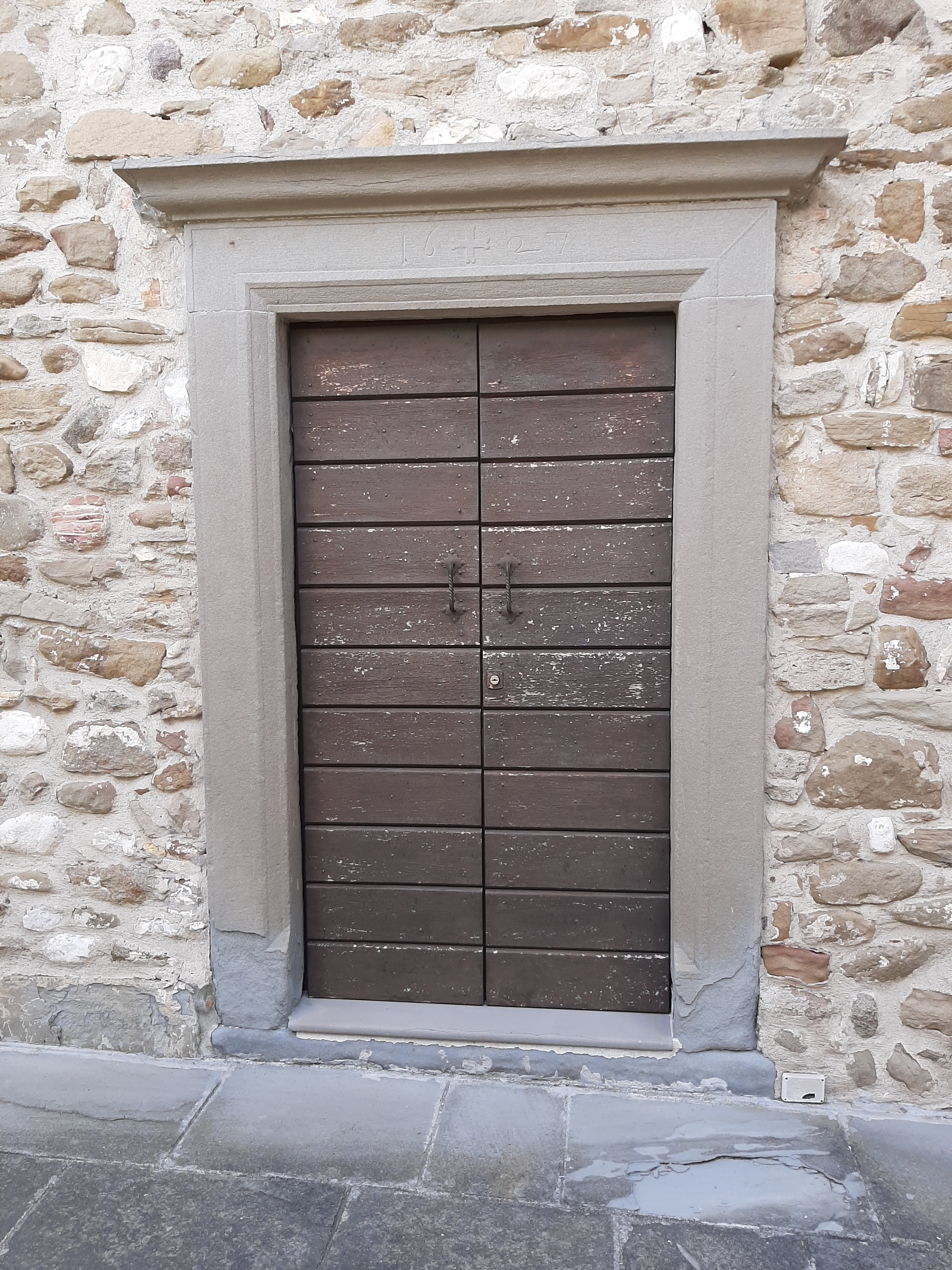
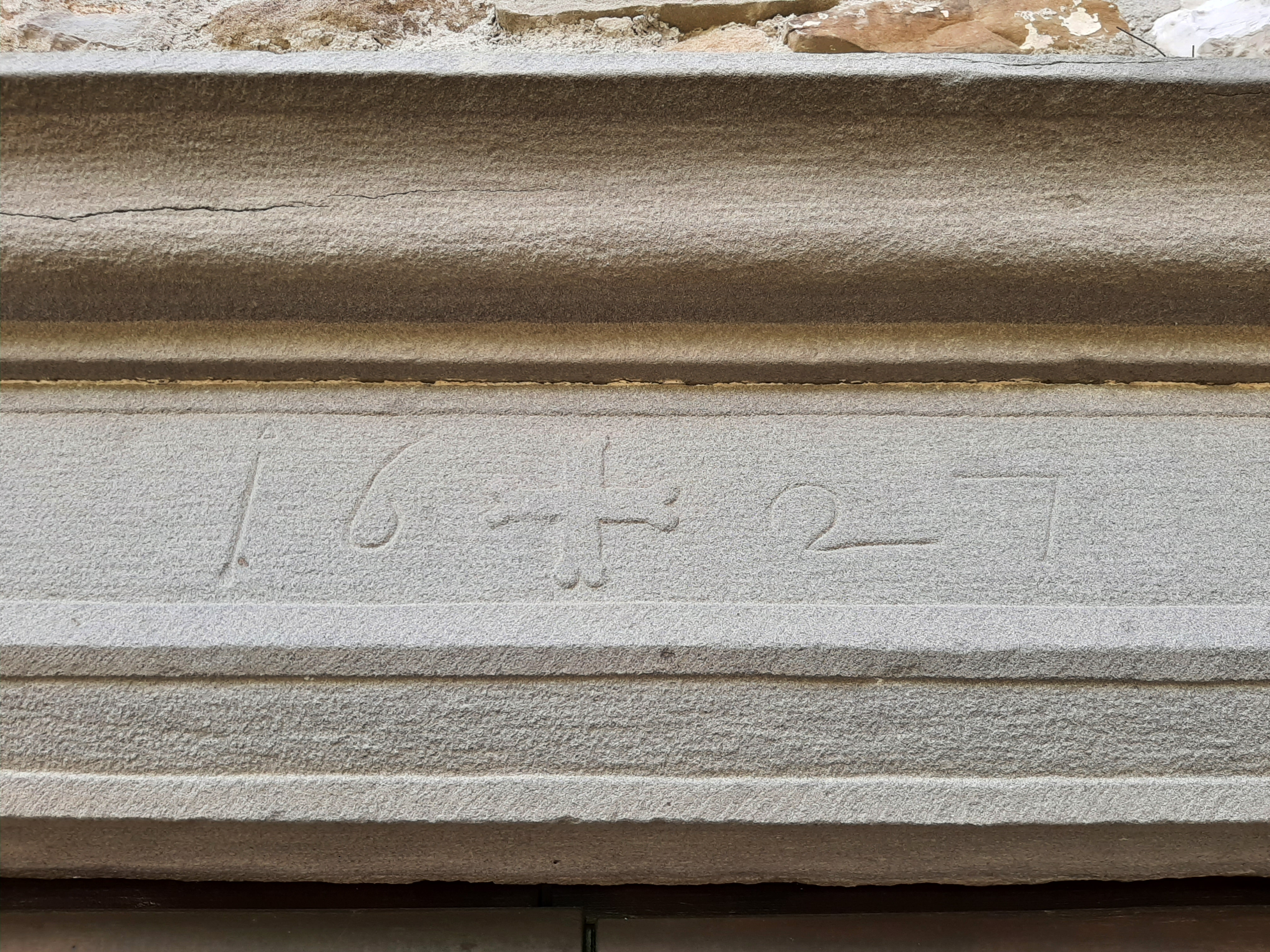
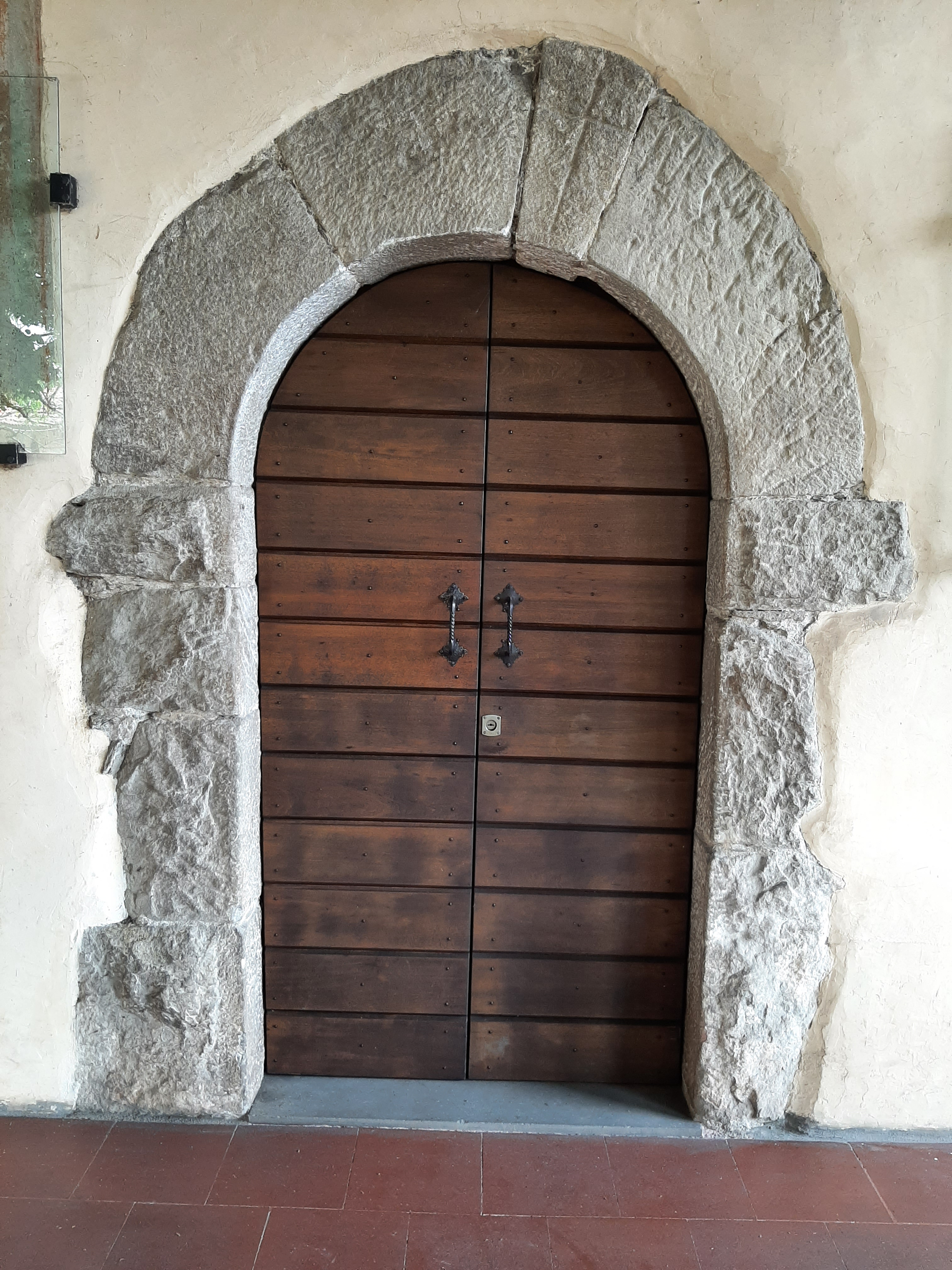
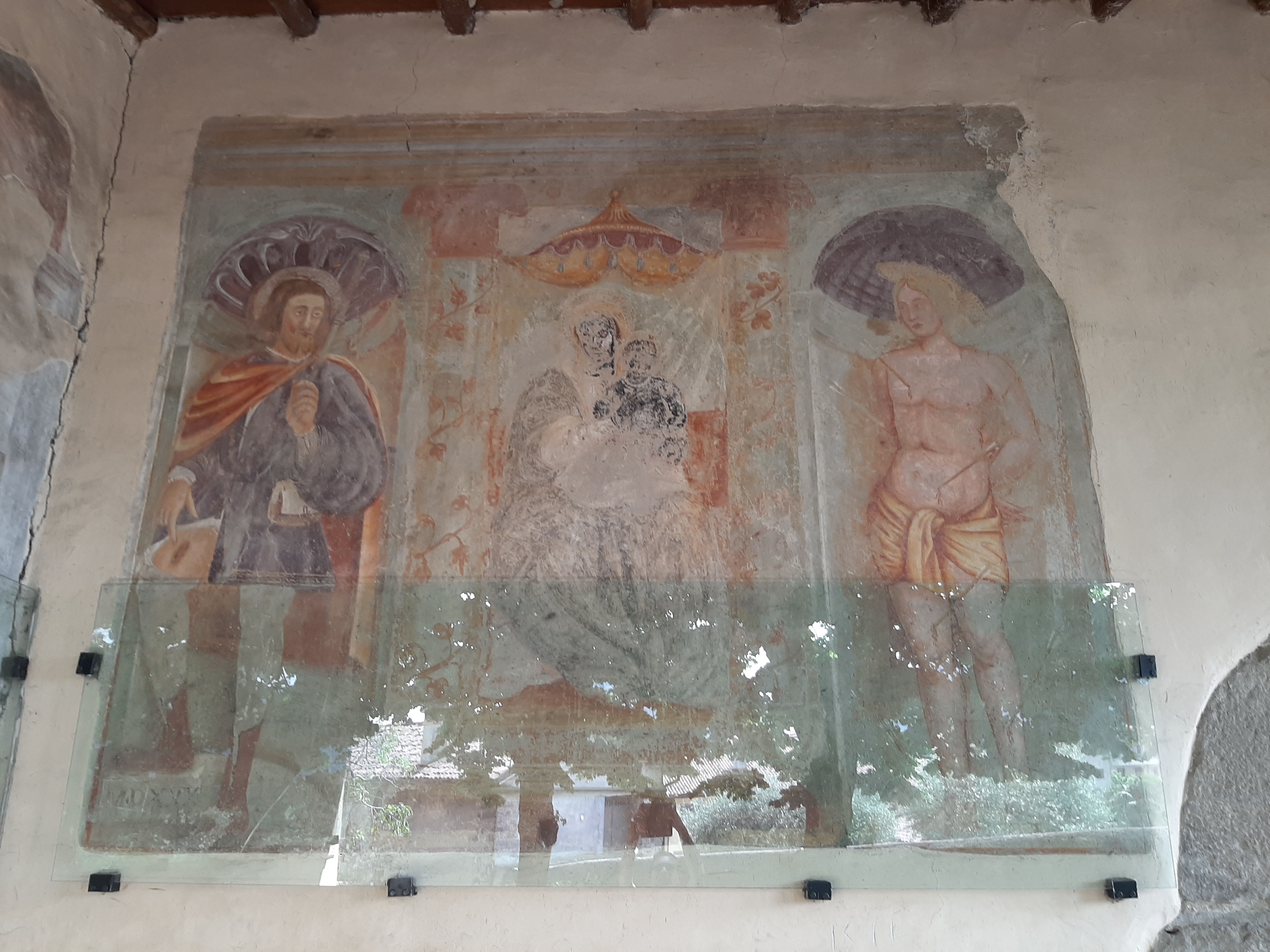
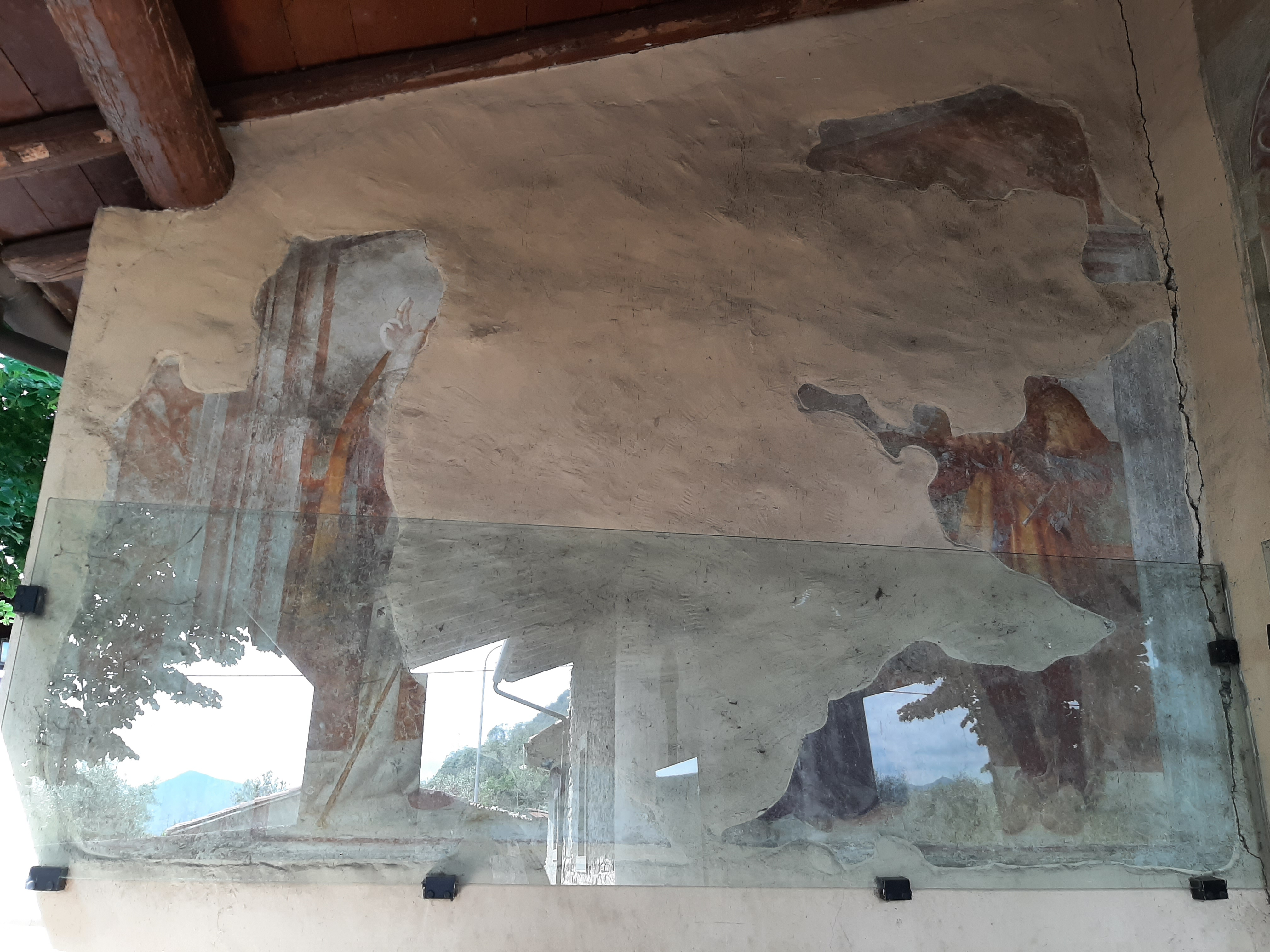
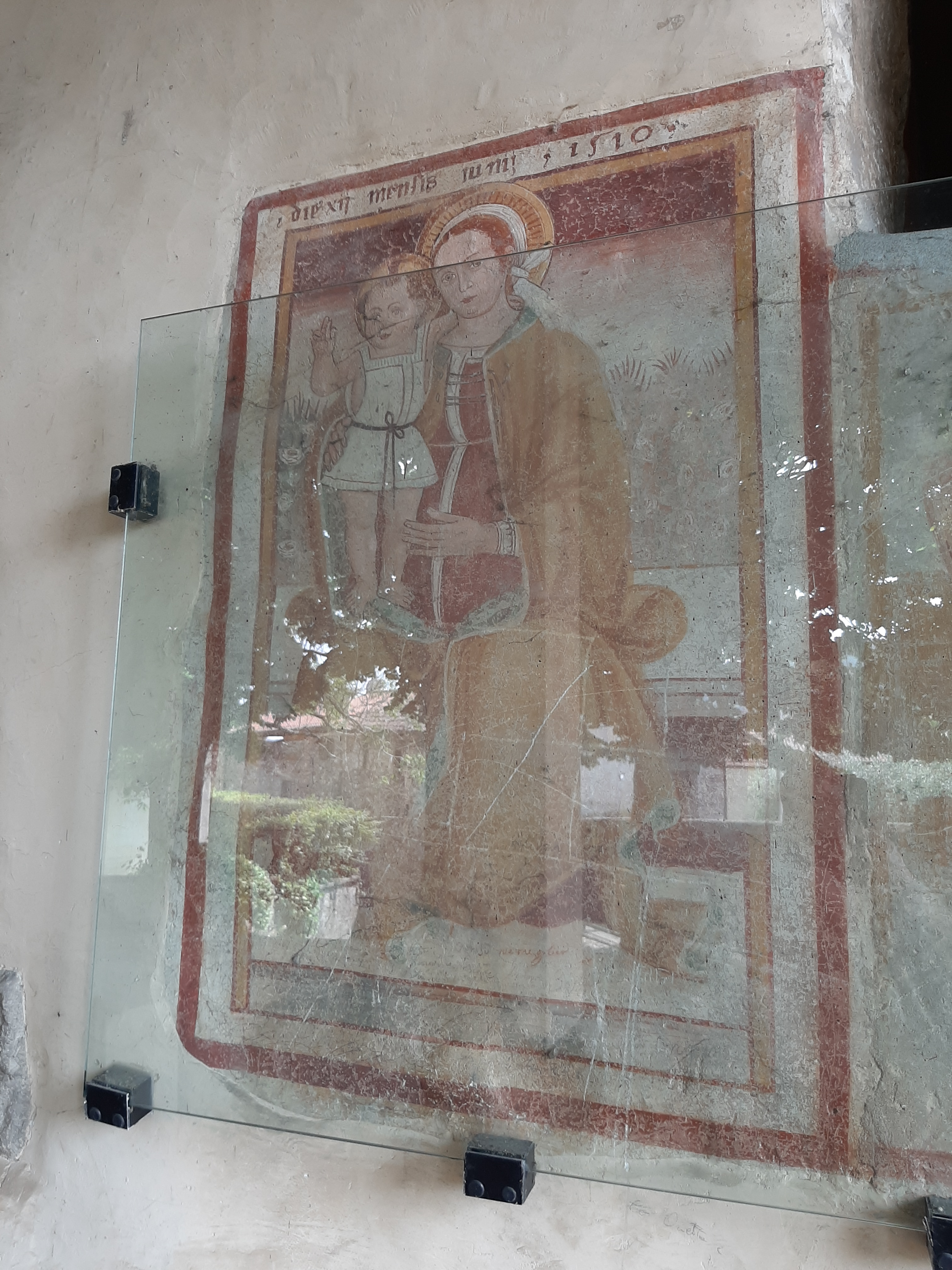

### Interno
L'interno a pianta rettangolare e a unica navata si presenta diviso da lesene complete di capitelli in tre campate che reggono gli archi a tutto sesto e il tetto ligneo. La zona presbiteriale è il prolungamento dell'aula e si presenta con la copertura con volta a botte. La parte del coro ospita l'ingresso alla sacrestia sempre voltata.
Le pareti hanno una conformazione irregolare a testimonianza della sua costruzione antica. Sulla controfacciata sono visibili parti di un affresco raffigurante l'immagine benedicente sul lato destro, mentre sul sinistro vi è raffigurata una folla, guidata da un personaggio che volge la sua attenzione a una croce con gemma. La parte prosegue con la presenza di un uomo coronato da due corone gemmata. La pittura raffigura la leggenda della Vera Croce e i personaggi sarebbero individuati in Elena e nell'imperatore Costantino. I dipinti databili sarebbero intorno all'anno Mille. La scena è inserita in uno spazio delimitato da una fascia a meandro geometrico dove è ben visibile l'immagine del corvo, in tutto in fasce a intreccio. La parte inferiore presenta una pittura a finto marmo. La parte che prosegue è stata sicuramente persa, questo rende difficile ricomporre la narrazione pittorica, con gli affreschi presenti sulle pareti che terminano nella zona dell'abside.